# Саялонга
Саялонга (на испански: Sayalonga) е населено място и община в Испания. Намира се в провинция Малага, в състава на автономната област Андалусия. Общината влиза в състава на района (комарка) Аксаркия Коста дел Сол. Заема площ от 18 km². Населението му е 1555 души (по преброяване от 2010 г.). Разстоянието до административния център на провинцията е 44 km.